# Torrevilla
Torrevilla (Turvila in dialetto brianzolo) è una frazione del comune italiano di Monticello Brianza posta a nord del centro abitato, a ridosso e quasi confondendosi con l'altra frazione di Casirago. Costituì un comune autonomo fino al 1757.

## Storia
Torrevilla fu un antico comune del Milanese registrato agli atti del 1751 come un villaggio con istituzioni proprie. Nonostante la località fosse sede di una propria parrocchia, l'editto di riforma dell'amministrazione milanese emanato nel 1757 dall'imperatrice Maria Teresa l'annesse a Monticello, in uno dei pochi casi di soppressione di comuni ecclesiasticamente autonomi nell'operato della sovrana austriaca.